# Алексеев, Виктор Петрович (генерал)
Виктор Петрович Алексеев (род. 14 февраля 1951) — советский и  российский военачальник, генерал-лейтенант. Заместитель начальника Главного штаба и член Военного Совета РВСН РФ (2002—2006). Заслуженный военный специалист Российской Федерации (2004).

## Биография
Родился 14 февраля 1951 года в Камышине Волгоградской области.
С 1969 по 1973 год обучался в Ростовском высшем командно-инженерном училище имени М. И. Неделина. С 1973 года направлен в РВСН СССР, где служил на различных командно-инженерных должностях, в том числе: инженера, старшего инженера группы, командира группы и заместителя командира ракетного полка по боевому управлению. С 1981 по 1985 год проходил обучение на командном факультете Военной академии имени Ф. Э. Дзержинского с отличием. С 1985 по 1989 год — начальник штаба и командир ракетного полка в составе 38-й ракетной дивизии.
С 1989 по 1992 год — заместитель командира и с 1992 по 1994 год — командир 59-й ракетной дивизии, в состав частей дивизии входил стратегический ракетный комплекс третьего поколения с тяжёлой двухступенчатой жидкостной ампулизированной межконтинентальной баллистической ракетой «Р-36М» (SS-18). С 1994 по 1999 год — начальник штаба 33-й гвардейской ракетной армии, в составе соединений армии состояли ракетный комплекс третьего поколения «Р-36М2» и стратегический ракетный комплекс с твердотопливной межконтинентальной баллистической ракетой мобильного и шахтного базирования с разделяющейся головной частью «РС-24». С 1996 по 1998 год обучался в Высших академических курсах при Военной академии Генерального штаба Вооружённых сил Российской Федерации. 
С 1999 по 2000 год — начальник Управления боевой подготовки Ракетных войск стратегического назначения. С 2001 по 2002 год — командующий 27-й гвардейской ракетной армии, в составе соединений армии под руководством В. П. Алексеева имелись ракетные комплексы УР-100Н УТТХ, РТ-2ПМ «Тополь», РТ-2ПМ2 «Тополь-М» и «РС-24». С 2002 по 2006 год — заместитель начальника Главного штаба и член Военного совета Ракетных войск стратегического назначения Российской Федерации. 
С 2006 года в запасе.

## Высшие воинские звания
- Генерал-майор (23.08.1993)
- Генерал-лейтенант (4.05.2000)[1]

## Награды
- Орден «За военные заслуги» (1997)
- Орден Красной Звезды (1988)
- Медаль «За боевые заслуги»
- Заслуженный военный специалист Российской Федерации (2004)[1][3]